# Madagassische Flusspferde
Als Madagassische Flusspferde wird eine Reihe heute ausgestorbener Flusspferdarten der Gattung Hippopotamus bezeichnet, die auf der Insel Madagaskar lebten. Es wurden die fossilen Überreste von drei Arten entdeckt, von denen zumindest eine bis vor tausend Jahren überlebte. Sie waren nahe Verwandte des rezent lebenden Flusspferds (Hippopotamus amphibius).

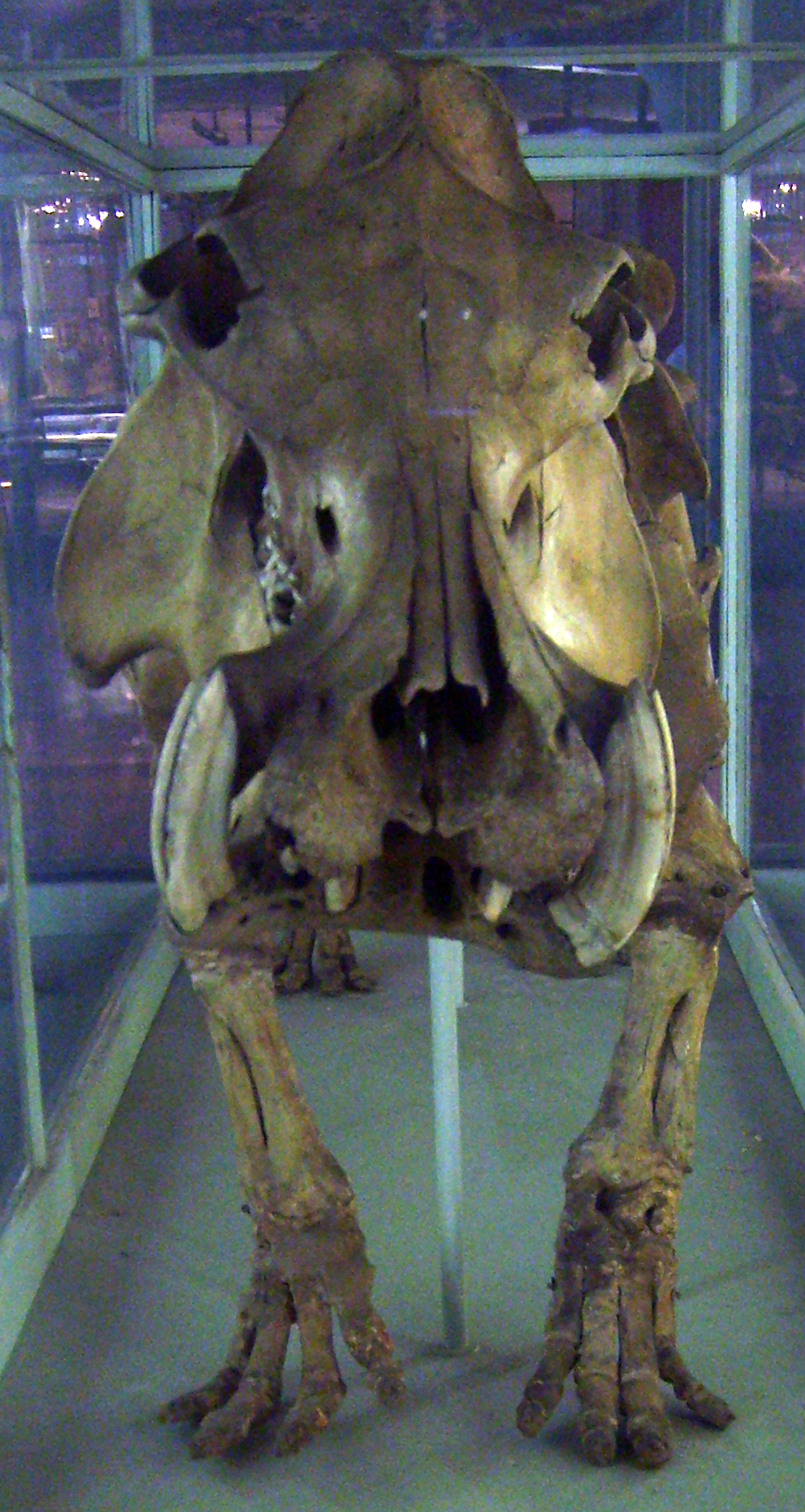
Skelett von Hippopotamus lemerlei im Museum für Naturkunde in Berlin.

## Allgemeines
Es ist unklar, wann und wie oft die Flusspferde Madagaskar erreichten. Eine Zeitlang wurden die verzwergten Flusspferde Madagaskars gemeinsam mit dem Zwergflusspferd in einer gemeinsamen Gattung (Hexaprotodon) geführt. Anatomische Untersuchungen aus dem Jahr 2005 verweisen die madagassischen Flusspferde jedoch eindeutig in die Gattung Hippopotamus, das Zwergflusspferd dagegen in die Gattung Choeropsis. Beide Gattungen unterscheiden sich unter anderem in der Struktur des Vordergebisses.
Alle Arten überlebten bis in das Holozän, vermutlich stand ihr Aussterben in Zusammenhang mit der Besiedlung Madagaskars durch den Menschen. Diese erreichten vor rund 2500 Jahren die Insel, und in der Folgezeit kam es zu einem Massenaussterben größerer Tiere, dem unter anderem einige Riesenlemuren, Elefantenvögel, die Riesenfossa und eben die madagassischen Flusspferde zum Opfer fielen. Ob auch klimatische Veränderungen eine Rolle spielten, ist umstritten. Einige Knochen zeigen menschliche Bearbeitungsspuren, was andeutet, dass Menschen und Flusspferde eine Zeitlang gemeinsam auf Madagaskar vorkamen.
Mündliche Überlieferungen der Madagassen, die von Étienne de Flacourt im 17. Jahrhundert gesammelt wurden, und vereinzelte Berichte könnten andeuten, dass in entlegenen Regionen Flusspferde länger auf der Insel lebten. Es gibt auch Berichte aus dem 19. Jahrhundert, sogar noch aus den 1970er-Jahren über ein Ungeheuer namens Kilopilopitsofy, das einem Flusspferd ähneln soll. Der Wahrheitsgehalt dieser Sichtungen ist umstritten, unabhängige Bestätigungen gibt es nicht.

## Die Arten

### Hippopotamus laloumena
Hippopotamus laloumena ist die größte madagassische Flusspferdart. Sie war etwas kleiner als das auf dem Festland lebende Großflusspferd, ähnelt diesem aber ansonsten sehr. Die Art wurde im Jahr 1990 von Martine Faure und Claude Guérin anhand eines Unterkiefers und Teilen der Gliedmaßenknochen von der Ostküste erstbeschrieben. Von ihr kamen auch die bisher ältesten Reste von Flusspferden auf Madagaskar zum Vorschein, die rund 20.000 Jahre alt sind und von der Nordwestküste stammen.

### Hippopotamus lemerlei
Hippopotamus lemerlei ist von mehreren Fundorten im südlichen Teil der Insel bekannt, die meist in Küstennähe liegen. Diese Art erreichte eine Länge von rund zwei Metern und eine Schulterhöhe von 81 Zentimetern, was in etwa dem Zwergflusspferd entspricht. Der lange Gesichtsschädel und die hoch am Kopf liegenden Augenhöhlen sprechen für eine zumindest teilweise wasserbewohnende Lebensweise, ähnlich dem Großflusspferd. Auffällige Größenunterschiede bei verschiedenen Schädeln könnten ein Anzeichen für einen Geschlechtsdimorphismus sein. H. lemerlei war die erste wissenschaftlich bekannte madagassische Flusspferdart, Alfred Grandidier beschrieb sie 1868.

### Hippopotamus madagascariensis/Hippopotamus guldbergi

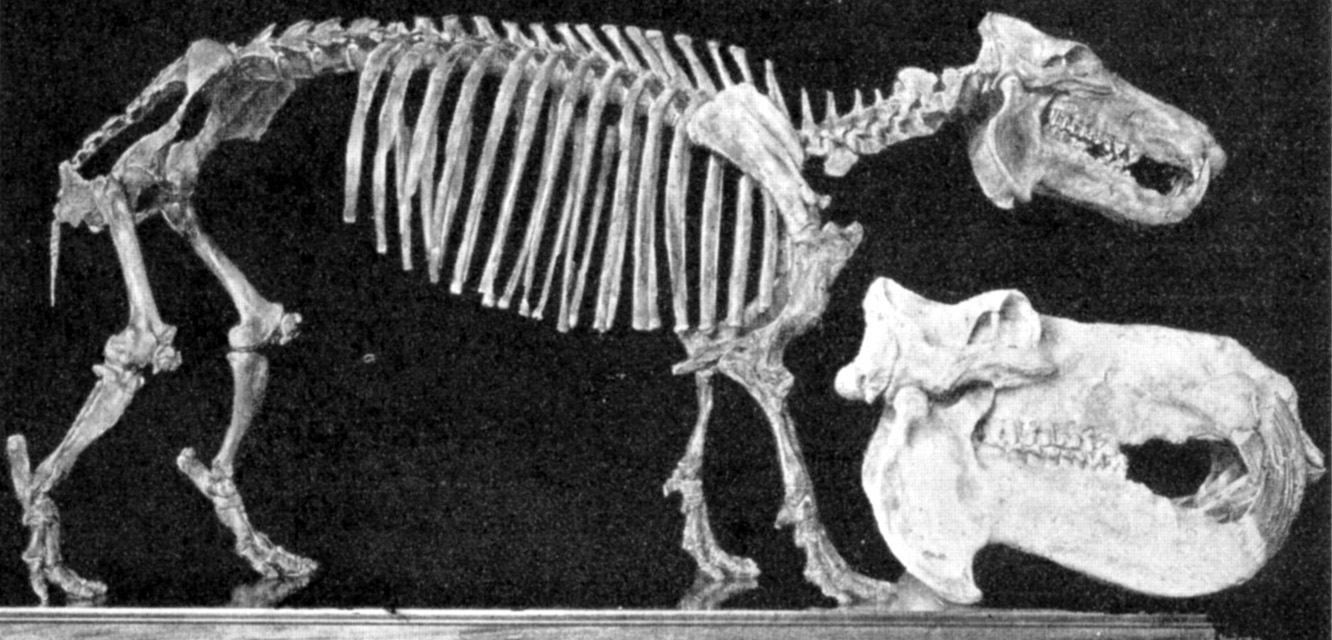
Skelett von Hippopotamus madagascariensis, unten ein Schädel des heutigen Großflusspferdes

Nur wenige Jahre nach Grandidier führte Gustav Adolf Guldberg 1883 Hippopotamus madagascariensis ein. Guldberg verfasste seine Schrift in Riksmål, was nur wenige Wissenschaftler lesen konnten. Knapp 20 Jahre später, 1902, stellte Charles Immanuel Forsyth Major ein Skelett eines Flusspferdes unter der gleichen Bezeichnung vor. Eine erneute Begutachtung des Fundmaterials Anfang des 21. Jahrhunderts führte zu der Erkenntnis, dass Guldbergs Reste identisch sind mit Grandidiers Hippopotamus lemerlei. Dagegen repräsentiert Majors Skelettfund eine eigenständige Art. In diesem Fall ist jedoch Hippopotamus madagascariensis lediglich ein Synonym zu Hippopotamus lemerlei. Daher schlugen William Fovet und Kollegen im Jahr 2011 die Bezeichnung Hippopotamus guldbergi als Ersatzname für Majors Fund vor. Die Benennung führte zu einem Disput über die Anerkennung, da einerseits Guldbergs Hippopotamus madagascariensis seit längerer Zeit in Gebrauch ist, andererseits aber im ursprünglichen Sinn keine eigenständige Art meint. Die Form ist annähernd gleich groß wie H. lemerlei. Die weiter unten am Schädel liegenden Augenhöhlen und andere Merkmale sowie die Fundorte im zentralen, bewaldeten Hochland lassen auf eine stärker landbewohnende Lebensweise schließen.